# فراس بقنه
فراس بقنه (29 سبتمبر 1987 -)، ناشط اجتماعي ومقدم برامج تلفزيونية على اليوتيوب السعودي.

## حياته
ولد في مدينة الرياض، من والد طبيب ووالدته معلمة، وقضى طفولته في كندا أثناء دراسة والديه هناك، درس في «جامعة الأمير سلطان الأهلية».
درس الطب لمدة ثلاث سنوات ثمّ غيّر الاختصاص إلى الإدارة المالية حيث كان شغوفاً بها، ترأس مجموعة «غيرني» التي تهدف إلى تغيير سلوكيات سيئة في المجتمع، ثم قدّم برنامج ملعوب علينا على يوتيوب، شارك بعام 2014 في برنامج تلفزيوني هو «ليش لا» مع بعض مشاهير موقع اليوتيوب إبراهيم صالح ومؤيد الثقفي وعادل رضوان وبث البرنامج على قناة إم بي سي 1.

## الإعتقال
نشرت قناة «ملعوب علينا» في 10 أكتوبر 2011 تقريراً عن الفقر في المملكة العربية السعودية، وبعد ستة أيام من نشر التقرير وتلقي الحلقة أكثر من 400 ألف مشاهدة استدعته السلطات السعودية واثنان من فريق عمل القناة هما «حسام الدرويش» و«خالد الرشيد» انطلقت عدة حملات لدعم الفريق منها حملة لإيصال متابعيه على تويتر إلى 50 ألف متابع بتلك الفترة، أُطلِق سراحه في 30 أكتوبر 2011 بعد أن أكمل 14 يوم في التوقيف.